# Las Ruedas de Enciso
Las Ruedas de Enciso fue una pedanía del municipio de Enciso en La Rioja (España). 

## Demografía
Las Ruedas de Enciso contaba a 1 de enero de 2010 con una población de 10 habitantes, 7 hombres y 3 mujeres.
Como consecuencia de la construcción del embalse de Enciso los escasos habitantes que poseía entonces fueron desalojados en el año 2015. 
| Gráfica de evolución demográfica de Las Ruedas de Enciso entre 2000 y 2015                       |
|                                                                                                  |
| Población de derecho (2000-2010) según los censos de población del INE a 1 de enero de cada año. |

## Historia
Las Ruedas de Enciso fue una aldea perteneciente al municipio de Enciso. Sus habitantes fueron desalojados en el año 2015 y las casas fueron  expropiadas para proceder a sus posterior demolición como consecuencia de la construcción de un embalse con cuyo llenado quedará anegada la localidad.

## Patrimonio desaparecido

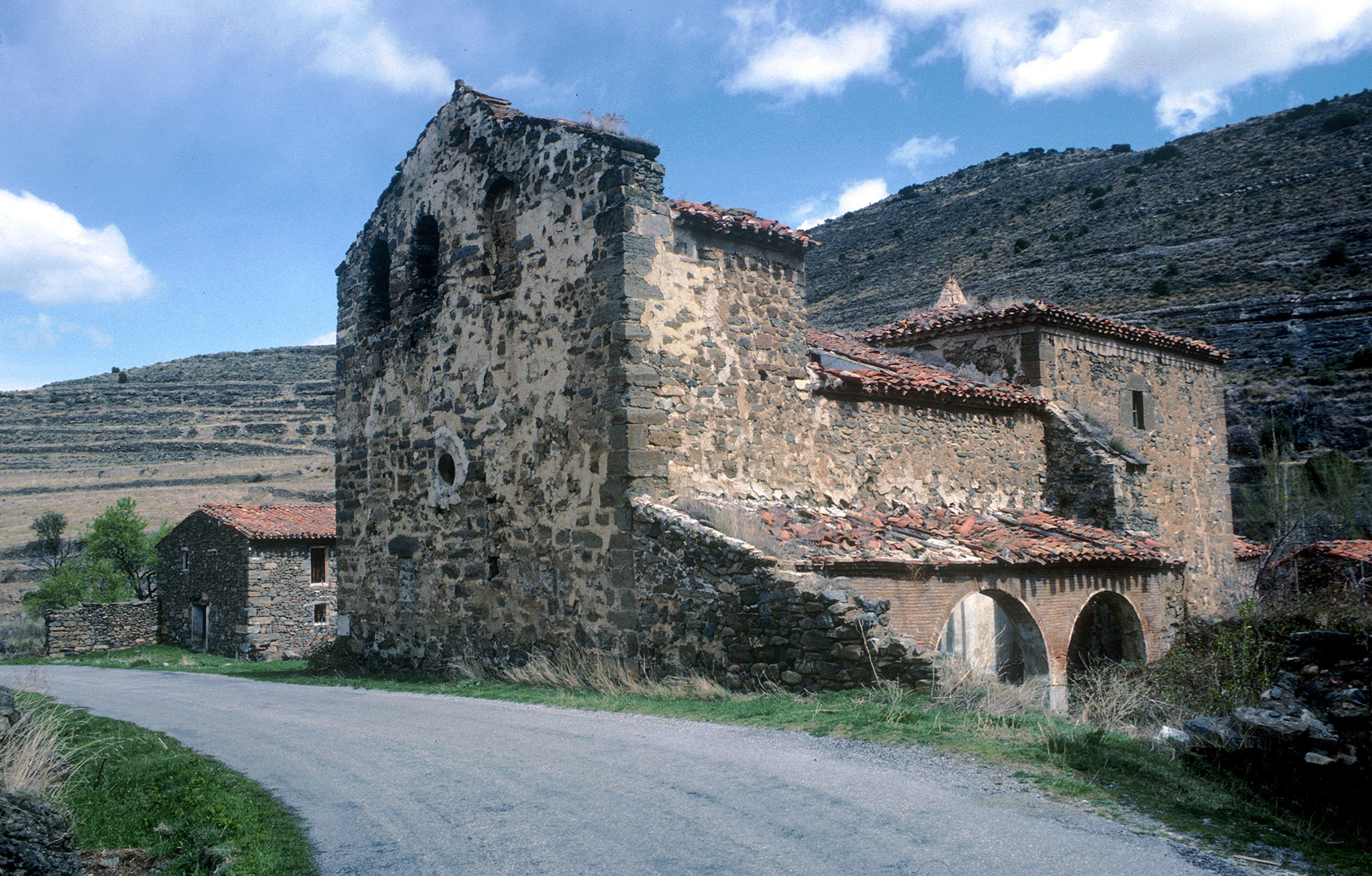
Iglesia de la Virgen de los Remedios (fotografía tomada en 1990).

- Iglesia de la Virgen de los Remedios. Del siglo XVII. Fue derribada para facilitar el paso de transporte pesado para la obra de la presa de Enciso, que cuando esté concluida provocará la inundación de la aldea.

## Véase también

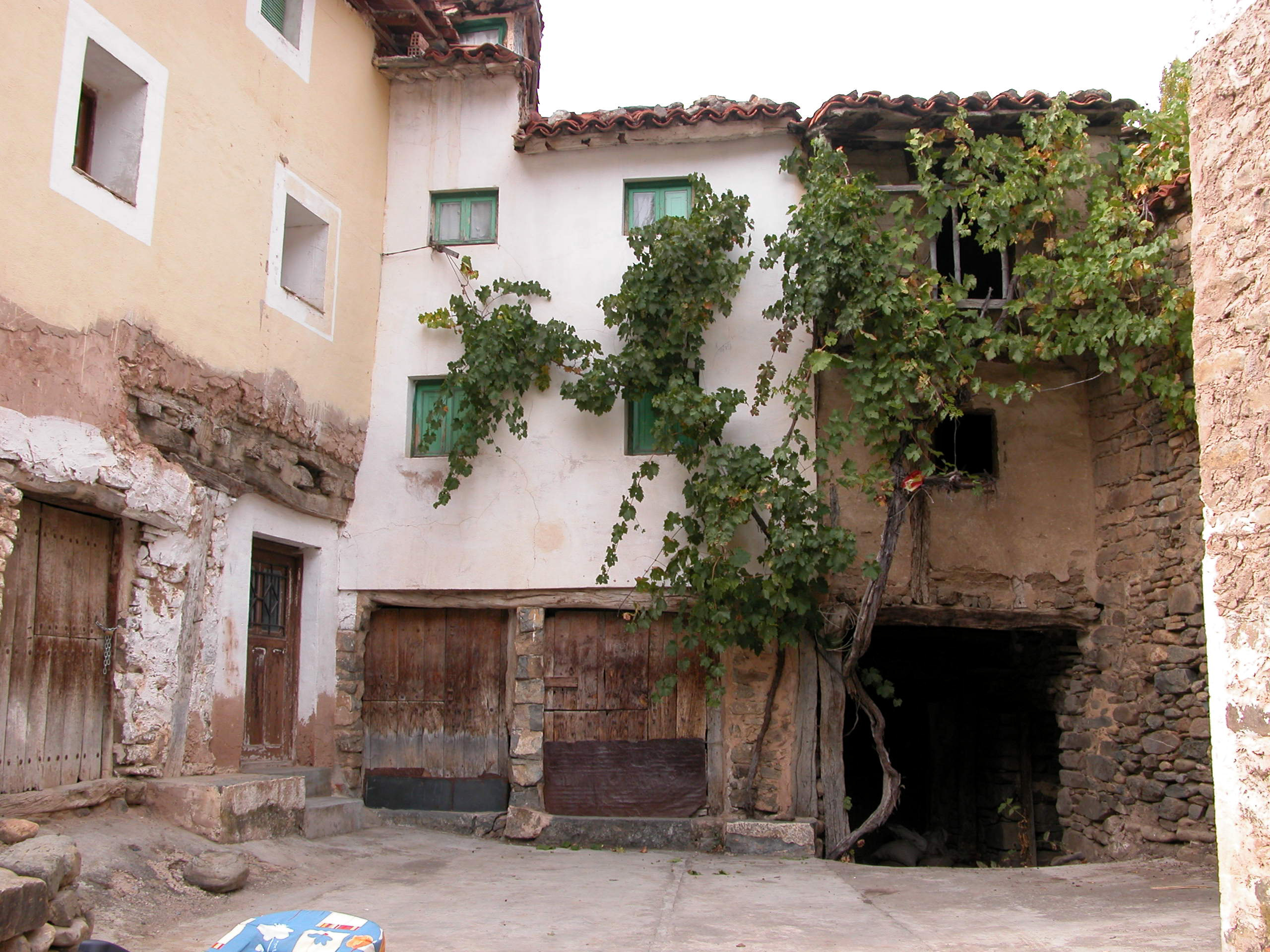
Casas típicas con parra en la puerta.